# Ranetki
Ranetki (Russisch: Ранетки) was een Russische meidengroep.

## Geschiedenis
Ranetki werd in 2005 opgericht. De groep is het bekendst om hun hit O Tebe, die deel uitmaakt van de GTA 4 soundtrack en hun eigen televisieserie, onder de noemer Ranetki die op de Russische zender STS werd uitgezonden. De serie stopte in 2009 na vier seizoenen. In 2009 maakte Muz-TV een tweedelige documentaireserie over de groep. 
Ranetki ging in 2013 uit elkaar.  